# Харуку (острів)
Острів Хару́ку (індонез. Pulau Haruku) — один з 14 районів округу Центральне Малуку провінції Малуку у складі Індонезії. Адміністративний центр — село Пелаув.

## Адміністративний поділ
До складу району входять 11 сіл:
| Населений пункт | Населення, осіб (2010) |
| --------------- | ---------------------- |
| Абору, село     | 1953                   |
| Вассу, село     | 716                    |
| Кабау, село     | 1288                   |
| Каїлоло, село   | 3410                   |
| Каріув, село    | 1017                   |
| Ома, село       | 2141                   |
| Пелаув, село    | 6850                   |
| Рохомоні, село  | 2668                   |
| Саметх, село    | 460                    |
| Харуку, село    | 2098                   |
| Хулаліу, село   | 1606                   |